# Kontinuasom
Kontinuasom és una pel·lícula de l'any 2009.

## Argument
Beti és ballarina del grup Raiz di Polon a Cap Verd. Li arriba una proposició de Lisboa per integrar-se en un espectacle de música capverdiana i començar una carrera allí. Aquest oferiment desencadena en ella el sentir profund i el conflicte capverdià: la identitat construïda per la diàspora des de segles enrere. Els dubtes, la saudade, el desarrelament, planegen sobre ella i l'acompanyen en la seva presa de decisió. El mateix dilema de tot capverdià: el desig de partir, el desig de tornar…expressat i reunit entorn de la música, senyal d'identitat del seu poble.